# コミックDAYS
『コミックDAYS』（コミックデイズ）は、講談社が運営する漫画アプリおよびウェブコミック配信サイト。2018年3月1日リリース。略称は「DAYS」。

## 概要
講談社の漫画100タイトル以上が配信されている他、DAYSオリジナル漫画や過去に漫画誌に連載されていた漫画の再掲載、漫画誌からのweb移籍漫画等が連載されている。会員種別により読むことのできる漫画に制限がある。漫画誌の更新は0時、無料連載漫画の更新は12時。
当初は大半の作品はアプリ版が先に無料連載されていたが、2018年10月1日以降はWEB版・アプリ版の更新が一致される。
2018年10月1日以降はWEB版限定でコメント投稿ができるようになっている（一部作品のみ）。2023年11月よりオリジナル連載についてアプリ版にコメント欄が実装された。
2019年7月1日以降はアプリ版限定で無料チケットが配信され、それを使うと1話分無料で読める。
同じ講談社の漫画雑誌からの移籍も盛んに行われており、2018年8月9日には『ネメシス』から6作品がこちらに移籍され、同年9月には『ITAN』から5作品が順次移籍される。
2018年11月12日にTwitterの公式アカウントが何者かに乗っ取られたが、翌日の19時30分に復旧された。
2023年3月の『イブニング』休刊に伴い、連載されていた複数の作品は3月以降に移籍している。
オリジナル作品の単行本の大半は「コミックDAYSコミックス」より刊行されており、講談社内の移籍作品は移籍元のレーベルとして刊行されている。

## 会員種別

### ゲスト
会員登録外。無料連載漫画の初回及び最新話より直前の回、その他キャンペーン中で無料開放されている漫画などが閲覧可能。

### 無料会員
月額無し。ポイントを購入し消費する事により無料連載漫画の最新話やバックナンバーを単話単位で購入・閲覧可能。

### プレミアム会員
月額会費720円。以下の漫画誌の最新号及びバックナンバーを読むことができる。バックナンバーは週刊誌は4週間、月刊誌は3ヶ月分(2025年8月時点)
- 週刊ヤングマガジン
- 週刊少年マガジン
- モーニング
- 月刊アフタヌーン
- 月刊少年マガジン
- 月刊少年シリウス
- デザート
- 別冊フレンド
- なかよし
- Good!アフタヌーン
- 別冊少年マガジン(2022年12月より追加)
- 月刊ヤングマガジン
- 姉フレンド(電子コミック誌)
- comic tint(電子コミック誌)
- ハニーミルク(電子コミック誌)(vol.74より追加)
- Kiss
- BE・LOVE
- ARTEMIS by sirius(電子コミック誌)(2025年5月より追加)

過去にプレミアム会員に対して配信されていた雑誌
- イブニング(2023年6号で休刊)
- ハツキス(2021年36号で廃刊)
- ヤングマガジンサード(2021年Vol.5で廃刊。連載作の半分程は月刊ヤングマガジンに移籍)
- 月刊モーニングtwo(2022年11月号でweb媒体に移行)
- 少年マガジンR(2023年2号で休刊)
- 少年マガジンエッジ(2023年11月号で休刊)

## 連載作品

### 毎日
- ALL OUT!!（雨瀬シオリ）
- 神の雫（原作：亜樹直、作画：オキモト・シュウ）※当初は2020年5月毎日更新
- げんしけん（木尾士目）※当初は2020年10月上旬毎日更新
- 蒼天航路（王欣太/李學仁）
- ドラゴン桜（三田紀房）※当初は2020年8月下旬毎日更新
- のだめカンタービレ（二ノ宮知子）※当初は2020年7月上旬毎日更新
- 鬼灯の冷徹（江口夏実）※当初は2020年9月上旬毎日更新
- 無限の住人（沙村広明）
- 湾岸MIDNIGHT（楠みちはる）

### 月曜日
- ああっ女神さまっ（藤島康介）
- R15+じゃダメですか?（岸谷轟/裏谷なぎ）
- 明日のエサ キミだから（若杉公徳）
- あらくれお嬢様はもんもんしている（木下由一）※当初は隔週金毎日更新
- アンダーニンジャ（花沢健吾）
- MFゴースト（しげの秀一）
- ギフテッド（天樹征丸/雨宮理真）
- 月曜日のたわわ（比村奇石）
- ケンシロウによろしく（ジャスミン・ギュ）
- 後遺症ラジオ（中山昌亮）※『ネメシス』より移籍
- 攻殻機動隊 THE HUMAN ALGORITHM（藤咲淳一、吉本祐樹、Based on "THE GHOST IN THE SHELL" series）
- 上京生活録イチジョウ（協力：福本伸行、原作：萩原天晴、作画：三好智樹・瀬戸義明）※カイジのスピンオフ作品
- 純猥談（純猥談編集部/田川とまた）※当初は毎日更新
- 先輩がうざい後輩の話（しろまんた）
- だきまくランナー（金明豪×KJ）
- チートスキル『死者蘇生』が覚醒して、いにしえの魔王軍を復活させてしまいました（はにゅう/りすまい/shri）
- テンカイチ 日本最強武芸者決定戦（原作：中丸洋介、漫画：あずま京太郎）
- ドランク・インベーダー（吉田優希/Rootport）
- 何度、時をくりかえしても本能寺が燃えるんじゃが!?（井出圭亮/藤本ケンシ）
- 忍者と極道（近藤信輔）
- メイドさんは食べるだけ（前屋進）
- ヲタクに恋は難しい（ふじた）

### 火曜日
- アカイリンゴ（ムラタコウジ）※不定期更新
- いけない!ルナ先生R（上村純子/ぼーかん）※隔週火曜日更新
- 198∞-イチ・キュウ・ハチ・ハチ‐（筒井康介/こっぽり生ビール）
- オメガ・メガエラ（丸木戸マキ）※当初は『ITAN』より再掲、2018年9月以降『ITAN』より完全移籍
- 片喰と黄金（北野詠一）※隔週火曜日更新、『ウルトラジャンプ』より移籍
- 血戦のクオンタム 〜量子世界の転生科学者〜（佐々木善章/大地幹）
- 鈴木転生（渡邉たろう）
- それでも吉祥寺だけが住みたい街ですか?（マキヒロチ）
- 断罪六区（小林靖子/ののやまさき）
- 沈黙の艦隊（かわぐちかいじ）
- なかのみ ＃中野でカンパイしよっ（NEO草野）
- ふたりソロキャンプ（出端祐大）
- ブルーピリオド（山口つばさ）
- プロ嫁（渡辺慎一）
- 僕は妖しいキミのもの（赤城あさひと）
- マドンナリリー（篠原知宏）
- 雪と墨（うの花みゆき）
- らぶキョ 〜家庭教師が××すぎて勉強どころじゃない〜（多喜れい）
- 私の恋で死んでくれ（としき/山川まち）
- ワンダンス（珈琲）
- 陸上自衛隊特務諜報機関 別班の犬（久慈進之介）

### 水曜日
- イレギュラーズ（松本直記）
- 推しが辞めた（オガワサラ）
- オトリ -過剰殺傷取締官・斑目詩子-（野生のもぎ）
- 潰国のユリウス（湯水快/山座一心）
- 金田一パパの事件簿（原作：天樹征丸、漫画：さとうふみや）
- こびとのシイタと狩りぐらしの森（樺ユキ）
- 3×3 EYES 鬼籍の闇の契約者（高田裕三）
- ざんげ飯（こだまはつみ）
- 税金で買った本（ずいの/系山冏）
- 聖血の海獣（釣巻和）※『ITAN』より移籍
- たとえとどかぬ糸だとしても（tMnR）
- DYS CASCADE（中川海二）
- 亜人ちゃんは語りたい（ペトス）
- ポンコツ風紀委員とスカート丈が不適切なJKの話（横田卓馬）
- 47歳、V系（桂明日香）
- 離婚しない男（大竹玲二）
- 篭目の言士（日野草/如月にまる）
- 推しのアイドルが隣の部屋に引っ越してきた（脊髄引き抜きの刑）
- やちるさんはほめるとのびる（遠野人夏）

### 木曜日
- アンデッドガール・マーダーファルス（原作：青崎有吾、漫画：友山ハルカ）※同名小説のコミカライズ、月1更新、『ネメシス』より移籍
- 18=80（岩渕竜子）
- えちえちすぎる転生偉人美少女の性欲が強すぎてつらい（ありしゃん）
- 踊るリスポーン（三ヶ嶋犬太朗）
- おひとりさまでした。 〜アラサー男は、悪魔娘と飯を食う〜（天那光汰/いつき楼）
- ガクサン（佐原実波）
- 鉄のおじょうさま（まがりひろあき）
- GIANT KILLING（原作：綱本将也、作画：ツジトモ）
- 食糧人類Re: -Starving Re:velation-（蔵石ユウ/イナベカズ/水谷健吾）※『食糧人類』の続編
- すのはら荘の管理人さん（ねこうめ）
- 高田教頭の脱出（エドモンド田中）
- だんだらごはん（殿ヶ谷美由記）
- 出禁のモグラ（江口夏実）
- となりの怪物くん（ろびこ）
- 能面女子の花子さん（織田涼）※2018年7月以前は再掲作品。2018年8月で最新話無料形式に、2018年9月以降は月1更新として『ITAN』より完全移籍
- ハードボイルドマタタビビバップ（フジモトシゲキ）
- バビブイチューバー!! パピィ（西渡槇）
- ヴァンパイア女史の秘密（赤井千歳）
- 仏恥義理ステッチ（あおいましろう）
- 紛争でしたら八田まで（田素弘）
- 平和の国の島崎へ（濱田轟天/瀬下猛）
- ボールパークでつかまえて!（須賀達郎）
- 僕の奥さんはちょっと怖い（栗田あぐり）
- マタギガンナー（藤本正二/JuanAlbarran）
- リエゾン -こどものこころ診療所-（原作：竹村優作、漫画：ヨンチャン）
- あくまでクジャクの話です。（小出もと貴）

### 金曜日
- アオバノバスケ（学慶人）※2024年7月11より「マガジンポケット」に移籍
- イケメン女子と金髪ショタ（ふじもとまめ）
- カスミ荘の漫画家志望達（うらたにみずき/大野そら）
- 烏は主を選ばない（原作：阿部智里、漫画：松崎夏未）
- こいいじ（志村貴子）
- ささやくように恋を唄う（竹嶋えく）
- 十角館の殺人（綾辻行人/清原紘）
- 人外さんの嫁（八坂アキヲ/相川有）
- ダーウィン事変（うめざわしゅん）
- ちはやふる（末次由紀）
- 追放されたチート付与魔術師は気ままなセカンドライフを謳歌する。〜俺は武器だけじゃなく、あらゆるものに『強化ポイント』を付与できるし、俺の意思でいつでも効果を解除できるけど、残った人たち大丈夫?〜（原作：六志麻あさ、漫画：業務用餅、キャラクター原案：kisui）※隔週金曜日更新
- ツレ猫 マルルとハチ（園田ゆり）
- 波うららかに、めおと日和（西香はち）
- Beyond The Clouds -空から落ちた少女-（Nicke）
- 未熟なふたりでございますが（カワハラ恋）
- 焼いてるふたり（ハナツカシオリ）
- 週末やらかし飯（小村あゆみ）

### 土曜日
- 雨夜の月（くずしろ）※隔週土曜日更新
- 1年A組のモンスター（英貴）
- 一途でかわいいハイスペくん 〜私の虜なカタブツ証券マン〜（桃井すみれ）
- 色づいちゃうふたり（梅缶もこ）
- 笑顔のたえない職場です。（くずしろ）※第3土曜日更新
- 王様と少年は秘密を持っている（吉田はるゆき）
- 男たちは寝かせてくれない（三月トモコ）
- お文具といっしょ（お文具）※当初は毎日更新
- きょうもあしたも蕨井先生（五鹿マルメ）
- この世界は不完全すぎる（左藤真通）
- それは霊のしわざです（Noise）
- 転生したら、彼氏何人できるかな?（中江みかよ）
- てんぷる（吉岡公威）
- 童貞噺（Gino0808）
- 図書館の大魔術師（泉光）
- FACE OFF!!（上野海）
- 星降る王国のニナ（リカチ）
- 八十亀ちゃんかんさつにっき（安藤正基）
- やる気なし英雄譚（津田彷徨/千嶌オワリ）
- レディース!（能田達規）
- 私の胎の中の化け物（中村すすむ）
- かみあそび! ～カードゲーマー少女の日常～（原作：文月いつか/漫画：森もりん）※3週更新したら1週休み

### 日曜日
- 今まで一度も女扱いされたことがない女騎士を女扱いする漫画（マツモトケンゴ）※当初は2020年7月上旬毎日更新、2020年9月以降は毎週日曜日更新
- ウツ婚!! 死にたい私が生き延びるための婚活（石田月美/磋藤にゅすけ）
- サキュバス課の真面目なピュアさん（如意自在）
- 3×3 EYES（高田裕三）
- 思春期ちゃんのしつけかた（中田ゆみ）
- ダーウィンクラブ（朱戸アオ）
- 腸よ鼻よ（島袋全優）
- 妻と僕の小規模な育児（福満しげゆき）※「診断の多い育児マンガ」から改題
- 東京ふたり暮らし（井上まち）
- 猫奥（山村東）
- ひとりでしにたい（原作：ドネリー美咲、作画：カレー沢薫）
- ヴィンランド・サガ（幸村誠）
- BOOZE&SWEETS〜酒と菓子の日々〜（島田英次郎/黒崎リリー）
- 宝石の国（市川春子）※当初は2021年1月上旬毎日更新
- メダリスト（つるまいかだ）
- 矢野くんの普通の日々（田村結衣）
- K2（真船一雄）
- ドクターチルドレン～小児外科医～（秋野桜花）

## 休止作品
- AUTOMATON（倉薗紀彦）※当初は毎週金曜日更新、途中から毎月第3木曜日更新

- ドナルド温泉物語（岡野める）

## 終了作品

### あ行
- ああっ就活の女神さまっ（原作：青木U平、漫画：よしづきくみち、協力：藤島康介）
- アイアンバディ（左藤真通）※2021年10月上旬毎日更新
- 愛されてもいいんだよ（天野しゅにんた）
- 愛しています、キョーコさん。（藤村緋二/のざわたけし）
- あいだにはたち（さおとめやぎ）※本来は毎週火曜日更新、再掲載時は2020年4月毎日更新、2度目の再掲載時は2020年11月下旬毎日更新
- iメンター すべては遺伝子に支配された（小出もと貴）
- 青色ピンポン（音羽さおり）
- 青とオレンジ（古都かねる）
- 蒼のアインツ（中村尚儁）
- 青野くんに触りたいから死にたい（椎名うみ）
- アオハれ乙女（あかり/ハル）
- あかいろ交差点（ひのなつ海）※毎日更新
- 赤ちゃん本部長（竹内佐千子）※2021年4月上旬毎日更新
- アキンボー（下吉田本郷）※2021年12月上旬毎日更新
- アクター（かわぐちかいじ）※当初は2021年7月下旬毎日更新、2021年10月上旬毎日更新
- 悪魔と人との間（福本眞久）
- あさめしまえ（北駒生）※2021年4月上旬毎日更新
- 亜人（桜井画門）※再掲時は毎週水曜日更新。再々掲時には2020年7月上旬毎日更新
- アスペル・カノジョ（原作：萩本創八、漫画：森田蓮次）
- アスメシ（見原由真/小川錦）
- あせとせっけん（山田金鉄）
- あそびあい（新田章）※毎週金曜日更新
- アトリエ777（きら）
- アトリエヒライス‐森のちいさな指輪屋さん‐（谷口リヨ果）※2021年11月上旬毎日更新
- あの人の胃には僕が足りない（チョモラン）※2021年3月下旬毎日更新
- 甘々と稲妻（雨隠ギド）※毎週火曜日更新
- アマネ†ギムナジウム（古屋兎丸）※毎日更新
- あまちんは自称♂（寺井赤音）
- 雨上がりの僕らについて（らくたしょうこ）
- あやかしメルヒェン（白乃雪）
- 荒呼吸（松本英子）※毎日更新
- 荒ぶる季節の乙女どもよ。（岡田麿里/絵本奈央）
- 或る漫画家の抜け出し中野グルメ（江戸川エドガワ）
- アンサングヒーロー（うらたにみずき/鯛噛）
- アンドロイドはごちそうの夢を見る（ゆづか正成）※毎週金曜日更新
- アンメット-ある脳外科医の日記-（子鹿ゆずる/大槻閑人）
- 言えないことをしたのは誰?（さいきまこ）※2021年6月下旬毎日更新
- 生贄投票（原作：葛西竜哉、作画：江戸川エドガワ）※2020年7月下旬毎日更新
- イザック（DOUBLE-S/真刈信二）※2021年7月上旬毎日更新
- イシュタルの娘〜小野於通伝〜（大和和紀）※当初は毎週火曜日更新、2021年7月上旬毎日更新
- 異世界紀元前202年（甲賀長生）
- 異世界支配のスキルテイカー 〜ゼロから始める奴隷ハーレム〜（原作：柑橘ゆすら、キャラクター原案：蔓木鋼音、漫画：笠原巴）※小説からのコミカライズ
- 異世界魔王と召喚少女の奴隷魔術（原作：むらさきゆきや、キャラクター原案：鶴崎貴大、漫画：福田直叶）
- 異世界マンチキン（志瑞祐/青桐良）
- 1122（渡辺ペコ）※毎週火曜日更新、第6巻の内容に追いついてしまったため、いったん終了
- 1日外出録ハンチョウ（協力：福本伸行、原作：萩原天晴、漫画：上原求&新井和也）※当初は毎週土曜日更新、再掲時は2020年5月上旬毎日更新、2度目の再掲時は2021年7月下旬毎日更新
- 一日三食絶対食べたい（久野田ショウ）※隔週月曜日更新
- いっしょくどうげん（ホイップ精米）
- 犬と屑（朝賀庵）
- イルベックの精霊術士（石動あゆま）※毎日更新
- インザハウス（小宮みほ子）※2021年5月下旬更新
- いんへるの（カラスヤサトシ）※毎日更新
- 羽人（宮尾行巳）
- うちの師匠はしっぽがない（TNSK）
- うちの旦那が甘ちゃんで（神楽坂淳/雷蔵）
- ウチの使い魔がすみません（櫓刃鉄火）※2021年5月下旬更新
- ウチは別れて暮らしてる（カワハラ恋）
- 宇宙兄弟（小山宙哉）※2020年10月上旬毎日更新
- うらみちお兄さん（久世岳）※当初は毎日更新、再掲時は毎週土曜日更新
- Sとの遭遇（西渡槇）※2022年2月上旬毎日更新
- エビアンワンダー（おがきちか）※毎日更新
- エフ漫画 ゴールデンレトリバーのエフとコメとの楽しい暮らし（efrinman）
- エリートは學び足りない（粥川すず）
- エリートヤンキー三郎（阿部秀司）※2020年10月下旬毎日更新
- エルジェーベト（Cuvie）※隔月金曜日更新、『ネメシス』より移籍
- エルフ甲子園（若槻ヒカル）
- エンバンメイズ（田中一行）※毎週木曜日更新
- えんまさんちのケルベロス（リベンセイ）※毎週月曜日更新、モーニングに移籍
- 猿ロック（芹沢直樹）※2022年2月上旬毎日更新
- おいクロタン!!（伊藤理佐）※2021年11月下旬毎日更新
- おいしい日本地理〜まんがでわかる中学地理&ご当地グルメ〜（ぷぇんすく/くじょう）
- 大江戸おりむぴあん（ふじいきよみつ）
- オーガの兄貴と奴隷ちゃん（くりきまる）※毎週木曜日更新
- 大上さん、だだ漏れです。（吉田丸悠）※2020年6月下旬毎日更新
- 大蜘蛛ちゃんフラッシュ・バック（植芝理一）※2022年2月上旬毎日更新
- 大室家（なもり）
- オートマン（原作：柞刈湯葉、漫画：中村ミリュウ）※隔週日曜日更新
- おかあさんといっしょがつらかった（彩野たまこ）
- おくのぽそ道（鈴木ミニラ）
- おくることば（町田とし子）
- 推しが隣で授業に集中できない!（筒井テツ/菅原こゆび）
- おじさんとマシュマロ（音井れこ丸）
- おちたらおわり（すえのぶけいこ）
- 落ちて溺れて（伊鳴優子）
- おっちょこドジおねえさん（倉地千尋）
- 夫のちんぽが入らない（原作：こだま、漫画：ゴトウユキコ）※毎週火曜日更新
- 夫は成長教に入信している（紀野しずく/北見雨氷）
- 侠飯〜おとこめし〜（原作：福澤徹三、漫画：薩美佑）※2020年5月下旬毎日更新
- 乙女高校ボクシング部（沢田ひろふみ）
- 乙女文藝ハッカソン（山田しいた）※隔週水曜日更新
- お兄ちゃんはおしまい!（ねことうふ）
- 鬼喰い少女と月梟（茂木清香）※『ITAN』より移籍、毎月第2土曜日更新
- おねがいキューピッド（萬田リン）
- おひとり様物語（谷川史子）※毎日更新
- おみやげどうしよう?（西園フミコ）※隔週土曜日更新
- 俺だけ入れる隠しダンジョン こっそり鍛えて世界最強（原作：瀬戸メグル、漫画：樋野友行）
- 俺たちの日常は始まったばかりだ（氷川へきる）※毎週日曜日更新
- 女の子のためのストリップ劇場入門（菜央こりん）※毎月第2第4火曜日更新

### か行
- 怪病医ラムネ（阿呆トロ）
- カイロスの猟犬（長田龍伯）
- 帰らないおじさん（西村マリコ）※2022年2月上旬毎日更新
- 係長島耕作（弘兼憲史）※毎週水曜日更新
- ガカバッカ（赤堀君）※『モーニング』より移籍、毎週火曜日更新
- カカフカカ（石田拓実）※毎週水曜日更新
- かくしごと（久米田康治）※2022年2月上旬毎日更新
- 楽屋裏‐講談社地獄篇‐（魔神ぐり子）※毎週金曜日更新
- 累（松浦だるま）※毎週水曜日更新
- 花燭の白（高山しのぶ）※当初は毎日更新
- 餓獣（小池ノクト）
- 疾風伝説 特攻の拓 〜After Decade〜（原作：佐木飛朗斗、漫画：桑原真也） ※2021年9月上旬毎日更新
- 課長島耕作（弘兼憲史）※毎日更新
  - 部長島耕作（弘兼憲史）※2020年12月上旬毎日更新
  - ヤング 島耕作（弘兼憲史）※2021年8月上旬毎日更新
  - 学生島耕作（弘兼憲史）※2021年8月下旬毎日更新
  - 常務 島耕作（弘兼憲史） ※2021年9月下旬毎日更新
  - 取締役 島耕作（弘兼憲史）※2021年10月上旬毎日更新
  - ヤング 島耕作 主任編（弘兼憲史）※2021年10月下旬毎日更新
  - 社長 島耕作（弘兼憲史）※2021年11月上旬毎日更新
  - 専務 島耕作（弘兼憲史）※2021年11月下旬毎日更新
  - 騎士団長 島耕作（原案：弘兼憲史/漫画：宮本福助/シナリオ：別府マコト）
- 飼ってない猫（関口かんこ）※毎週水曜日更新
- 彼女に首ったけ（原作：日日日、漫画：ツガノガク）※隔週金曜日更新
- カノジョは絶対、ボクのこと好きなはず（白井三二朗）
- カバチタレ!（東風孝広 /田島隆）※2020年9月上旬毎日更新
- かまってくれないと死ぬ吸血鬼（渡辺こよ）※毎週水曜日更新
- 仮面ライダー（石ノ森章太郎）※毎週日曜日更新
- 仮面ライダーアマゾン（石ノ森章太郎）※毎週火曜日更新
- 仮面ライダーBLACK（石ノ森章太郎）※毎週木曜日更新
- 烏に単は似合わない（原作：阿部智里、漫画：松崎夏未）※隔週土曜日更新
- 彼に依頼してはいけません（雪広うたこ）※毎日更新
- 川越の書生さん（幹本ヤエ）
- 鑑定眼 もっとも高価な死に方（楠本寛樹/後藤悠太）※モーニングより移籍
- ギガントを撃て（木下いたる）※隔週金曜日更新
- 寄生獣（モノクロ版）（岩明均）※当初は2021年4月下旬毎日更新
  - 寄生獣（フルカラー版）（岩明均）※当初は毎週木曜日更新、再掲載時は2020年10月下旬毎日更新
  - 寄生獣リバーシ（太田モアレ）
- 寄生列島（江戸川エドガワ）
- きたない君がいちばんかわいい（まにお）※毎日更新
- 吉祥寺だけが住みたい街ですか?（マキヒロチ）※毎週木曜日更新、最新刊の内容に追いついてしまったため、いったん終了
- きみが死ぬまで恋をしたい（あおのなち）
- 君と綴るうたかた（ゆあま）※毎日更新
- きみはペット（小川彌生）
- ギャングース（肥谷圭介/鈴木大介）※2020年9月下旬毎日更新
- CANDY&CIGARETTES（井上智徳）※毎週火曜日更新、最新刊の内容に追いついてしまったため、いったん終了
- キャンパスの魔法使い（さねすえ）※隔週水曜日更新
- 巨悪学園（長沢克泰うどん）※『ネメシス』より移籍、毎週木曜日更新、最新刊の内容に追いついてしまったため、いったん終了
- 兄弟犬（ともえ）
- きょうのキラ君（みきもと凜）※毎日更新
- 今日、小柴葵に会えたら。（竹岡葉月/フライ）
- 局地的王道食（松本英子）※毎日更新
- キョムノヒガン（オズノらいおん）※毎週水曜日更新
- ギルティ 〜鳴かぬ蛍が身を焦がす〜（丘上あい）
- キングダムオブザZ（原作：はらわたさいぞう、作画：綿貫ろん）
- 錦糸町ナイトサバイブ（松田舞）※隔週火曜日更新
- 金田一37歳の事件簿（原作：天樹征丸、漫画：さとうふみや）
- 金のひつじ（尾崎かおり）
- 銀盤騎士（小川彌生）※2021年1月下旬毎日更新
- きんぼし（明石英之）※2021年12月下旬毎日更新
- 銀行渉外担当 竹中治夫 〜『金融腐蝕列島』より〜（原作：高杉良/漫画：こしのりょう）※毎日更新、最新刊の内容に追いついてしまったため、いったん終了
- 偶像事変〜鳩に悲鳴は聞こえない〜（原作：にんじゃむ、漫画：ミサヲ）※毎週金曜日更新
- 愚者の星（遠藤浩輝）
- クソ猫シロー（岡田有希）※毎週月曜日更新
- クダンノゴトシ（渡辺潤）※2020年4月毎日更新
- グッドファザーボード（見ル野栄司/大竹玲二）
- 海月姫（東村アキコ）※毎週木曜日更新
- グラゼニ（原作：森高夕次、漫画：アダチケイジ）※2020年3月毎日更新
- ぐらんぶる（漫画：吉岡公威、原作：井上堅二）※当初は毎週土曜日更新、再掲時は2020年8月上旬毎日更新、2度目の再掲時は2021年1月上旬毎日更新
- くろのロワイヤル 完全版（木下由一）
- 激辛課長（前田悠）
  - 激辛課長 NEW EDITION（前田悠）
- ゲシュタルト（陽藤凛吾）
- 決してマネしないでください。（蛇蔵）※毎週土曜日更新
- 獣の奏者（武本糸会/上橋菜穂子）
- けもらいふ（雪本愁二）※毎週月曜日更新
- 現代魔女図鑑（伊咲ウタ）※毎日更新
- こいいじ（志村貴子）※2022年2月下旬毎日更新
- 恋とゲバルト（細野不二彦）
- 恋と呼ぶには気持ち悪い（もぐす）
- 恋する(おとめ)の作り方（万丈梓）
- 恋のツキ（新田章）※毎週金曜日更新
- 恋は世界征服のあとで（野田宏/若松卓宏）
- 恋は妄毒（桃聖純矢）
- 恋わずらいのエリー（藤もも）
- 幸運不動産（河合広栄/北野希織）
- 攻殻機動隊S.A.C. タチコマなヒビ（山本マサユキ/櫻井圭記）※2021年12月下旬毎日更新
- 甲子園へ行こう!（三田紀房）※2020年5月毎日更新
- コウノドリ（鈴ノ木ユウ）※2020年8月上旬毎日更新、2021年6月上旬毎日更新
- 幸福について（原作：ショーペンハウアー、作画：Teamバンミカス）※毎週月曜日更新
- コーセルテルの竜術士（石動あゆま）※毎日更新
- 珈琲をしづかに（みやびあきの）
- ゴールデンゴールド（堀尾省太）※当初は2021年3月下旬毎日更新、再掲時は2022年3月下旬毎日更新
- ご恩は一生忘れません（北郷海）※2021年12月下旬毎日更新
- Cocoon（夏原エヰジ/見延案山子/割田コマ）
- 刻刻（堀尾省太）※当初は毎週土曜日更新、再掲時は2020年8月下旬毎日更新
- 黒白を弁ぜず（窪谷純一）※隔週日曜日更新
- ココ・ロングバケーション（近藤令）
- 個人差あり〼（日暮キノコ）※毎週金曜日更新
- コスメの魔法（あいかわももこ）※2021年12月下旬毎日更新
- 子育てたんたん（南国ばなな）※2021年12月上旬毎日更新
- 子供はわかってあげない（田島列島）※毎週土曜日更新
- 粉もんロード（クマリネ）※毎週日曜日更新
- この愛を終わらせてくれないか（筒井いつき）※毎週水曜日更新
- この会社に好きな人がいます（榎本あかまる）
- ゴミ清掃員の日常（原作・構成：滝沢秀一、漫画：滝沢友紀）※毎週金曜日更新
- こはる はる!（新井春巻）※当初は2020年12月上旬毎日更新、再掲時は毎週月曜日更新
- コミンカビヨリ（高須賀由枝）※毎日更新
- ゴリラーマン（ハロルド作石）※2020年10月上旬毎日更新
- 殺し屋やめたい!（外木寸）
- コンビニお嬢さま（松本明澄）※2021年11月上旬毎日更新
- コンプレックス・エイジ（佐久間結衣）※2020年6月下旬毎日更新

### さ行
- さいえんす川柳（川柳intheラボ）※毎日更新
- 最後の一皿（魚乃目三太）
- サイコメトラー（原作：安童夕馬、漫画：朝基まさし）※2020年6月上旬毎日更新
- 最聖☆戦隊ホーリーメン（シャイニング中村）※毎週火曜日更新
- サイボーグ009（石ノ森章太郎）
- サイレーン（山崎紗也夏）※2021年7月下旬毎日更新
- 逆さまのバベル（火事屋）※毎週火曜日更新
- サガラ〜Sの同素体〜（かわぐちかいじ/真刈信二）※当初は2021年6月上旬毎日更新、2021年10月上旬毎日更新
- THE KING OF FIGHTERS〜A NEW BEGINNING〜（原作：SNK、漫画：あずま京太郎）※KOF XIVのコミカライズ、『月刊少年シリウス』より出張連載、隔週土曜日更新
- サキュバスさんのはつしごと。（しの）
- 3×3 EYES 幻獣の森の遭難者（高田裕三）※2021年11月上旬毎日更新
- 幸子、生きてます（柘植文）
- サトラレ（佐藤マコト）※2020年5月下旬毎日更新
  - サトラレ〜嘘つきたちの憂鬱〜（原作：佐藤マコト、漫画：伊鳴優子）※毎週木曜日更新
- ザ・ファブル（南勝久）
  - ざ・ふぁぶる（南勝久）※ザ・ファブルのスピンオフ作品、火曜日不定期更新、2019年12月以降は作者の本編の続編の執筆準備に伴い、更新停止
- ザ・ボルダー（蜜浦ミノル）
- サメガール（雪本愁二）※2021年7月上旬毎日更新
- さよならキャンドル（清野とおる）
- さよならしきゅう（岡田有希）※毎週土曜日更新
- 〜サラリーマン三国志〜 三国社（末弘、あしか望）※毎週金曜日更新
- 傘寿まり子（おざわゆき）※毎週土曜日更新、最新刊の内容に追いついてしまったため、いったん終了
- 三千年目の神対応（加藤文孝）
- 山賊ダイアリー（岡本健太郎）※2020年6月上旬毎日更新
- JKさんちのサルトルさん（さのさくら/大間九郎）
- 時間停止勇者（光永康則）
- 志木さんち（りべるむ）※毎日更新
- 事件はスカートの中で（ずみ子）
- 地獄少女（永遠幸/地獄少女プロジェクト）
- 自称!平凡魔族の英雄ライフ（こねこねこ/あまうい白一/卵の黄身）
- シスタージェネレーター 沙村広明短編集（沙村広明）※2021年11月下旬毎日更新
- 7人のシェイクスピア NON SANZ DROICT（ハロルド作石）※『7人のシェイクスピア』のリメイク作品、2020年11月上旬毎日更新
- 実は俺、最強でした?（高橋愛/澄守彩）
- 自転する彼(女)（森田るり）
- シドニアの騎士（弐瓶勉）※当初は毎週日曜日更新、再掲時は2021年2月下旬毎日更新
- ジパング（かわぐちかいじ）※当初の再掲載時は2020年3月毎日更新、2度目の再掲載時は2020年12月上旬毎日更新
  - ジパング 深蒼海流（かわぐちかいじ）※当初は2021年5月下旬更新、再掲時は2021年10月上旬毎日更新
- シマシマ（山崎紗也夏）※2021年8月上旬毎日更新
- ジャイアント（山田芳裕）※2021年8月上旬毎日更新
- 終焉のエリュシオン（蓮見ナツメ）※毎日更新
- 十角館の殺人（原作：綾辻行人、作画：清原紘）※隔週金曜日更新
- 柔道部物語（小林まこと）※2020年8月上旬毎日更新
- 瞬間ライル（種村有菜/喜久田ゆい）※毎日更新
- 少年、ちょっとサボってこ?（赤城あさひと）※毎週水曜日更新
- 少年の残響（座紀光倫）
- 昭和元禄落語心中（雲田はるこ）※毎週日曜日更新
- 女装してオフ会に参加してみた。（くらの）
- ジョナ散歩（ケイケイ）※2022年2月上旬毎日更新
- シルシア=コード（大森葵）※毎日更新
- シルバーポールフラワーズ（如意自在）※毎週土曜日更新、2021年6月15日から2021年6月28日までの間、第1話から第14話まで毎日無料更新
- 親愛なる僕へ殺意をこめて（原作：井龍一、漫画：伊藤翔太）※『週刊ヤングマガジン』より移籍
- 人事のカラスは手に負えない（大谷紀子）※2021年10月下旬毎日更新
- 新宿スワン（和久井健）※2021年5月下旬更新
- 新・信長公記〜ノブナガくんと私〜（甲斐谷忍）※『週刊ヤングマガジン』より移籍
- 人造人間キカイダー（石ノ森章太郎）※毎週金曜日更新
- 新装版 度胸星（山田芳裕） ※2021年9月下旬毎日更新
- 侵略ニャッ!（渡辺慎一）※毎日更新
- 神龍イデア（連打一人）
- 水曜日のシネマ（野原多央）※当初は毎週水曜日更新、再掲載時は2020年12月上旬毎日更新
- SUPERMAN vs飯 スーパーマンのひとり飯（宮川サトシ/北郷海）
- 刷ったもんだ!（染谷みのる）
- 捨て猫に拾われた僕（原作：梅田悟司『捨て猫に拾われた男』（日経BP）、漫画：里中翔）
- ストーカー浄化団（漫画：オオイシヒロト、原作：オオガヒロミチ）※『イブニング』より移籍
- 砂の栄冠（三田紀房）※2020年4月毎日更新
- スポットライト（三浦風）
- スモーキング（岩城宏士）※毎週月曜日更新
- 生花甘いかしょっぱいか（熊倉献）※隔週水曜日更新
- 聖者無双〜サラリーマン、異世界で生き残るために歩む道〜（原作：ブロッコリーライオン、キャラクター原案：sime、漫画：秋風緋色）
- 青春サイケと怠惰な王子（佐々野人憂）
- 性別X（みやざき明日香）
- 聖☆おにいさん（中村光）※2021年3月下旬毎日更新
- 聖ラブサバイバーズ（ひうらさとる）
- 世界でいちばん優しい音楽（小沢真理）※2021年2月下旬毎日更新
- 赤灯えれじい（きらたかし）※2021年5月下旬更新
- 節約ロック（大久保ヒロミ）※毎週月曜日更新、2019年2月第二月曜日を最後に2週分休載をはさんで2019年3月に隔週月曜日更新、最終回のみ2019年4月に掲載。
- セブン☆スター（柳内大樹）※2021年2月上旬毎日更新
- セメルパルス semelparous（荻野純）
- 戦場の魔法使い（檜山大輔）※毎日更新
- 千年迷宮の七王子 Seven prince of the thousand years Labyrinth（花鶏ハルノ/相川有）※毎日更新
- 創世のタイガ（森恒二）
- 葬送行進曲（ウチヤマユージ）※隔週日曜日更新
- 賊軍 土方歳三（赤名修）
- そのキスに、二言なし（丹沢ユウ）
- 空男（糸川一成）※2021年12月下旬毎日更新

### た行
- 大東京ビンボー生活マニュアル（前川つかさ）※毎日更新
- 逮捕しちゃうぞ（藤島康介）※2021年11月下旬毎日更新
- たいようのいえ（タアモ）
- 高嶺の蘭さん（餡蜜）※2021年3月上旬毎日更新
- たそがれたかこ（入江喜和）※当初は毎週日曜日更新、再掲載時は2020年11月上旬毎日更新
- 脱ぽちゃ。-20kgヤセてぽっちゃり人生脱出しました。-（蟻子）
- 蓼食う君も好き好き（当麻）
- タマロワ 〜100%金目当て 資産35億のイケメンを巡る訳アリ女達の玉の輿バトルロワイヤル〜（原作：山口ミコト、作画：まりお）
- たもとおる（永井道紀）
- ダモクレスのゴルフ（本島幸久）
- 誰も知らんがな（サライネス）
- ダンジョン・シェルパ 迷宮道先案内人（刀坂アキラ/加茂セイ）
- 小さいノゾミと大きなユメ（浜弓場双）
- 地球から来たエイリアン（有馬慎太郎）
- ちっちゃい島のでっかいガール（あおいましろう）
- 千紘くんは、あたし中毒。（伊藤里）※毎日更新
- 血まみれリグレット（鳩野マメ）
- 中間管理録トネガワ（協力：福本伸行、原作：萩原天晴、漫画：三好智樹・橋本智広）※カイジのスピンオフ作品、月1更新、『月刊ヤングマガジン』より移籍（第49話-最終話）、移籍連載時は毎月第1月曜日更新、再掲時は2020年7月下旬毎日更新
- 中年卍（ルネッサンス吉田）※隔週木曜日更新
- 懲役マイナス（原作：熊谷純、漫画：青木翔吾）※隔週日曜日更新
- 鳥葬のバベル（二宮志郎） ※2021年9月下旬毎日更新
- チョコロボ!（むとうひろし）※隔週木曜日更新
- 通学生日記（藤田丞）※毎週木曜日更新
- 2DK、Gペン、目覚まし時計。（大沢やよい）※毎日更新
- 月とライカと吸血姫（原作：牧野圭祐、漫画：掃除朋具、キャラクター原案：かれい）※同名小説のコミカライズ、毎週木曜日更新
- 憑きもの物件あります（ゆきだるま）
- 繋がる個体（山本中学）※2020年6月上旬毎日更新
- つまねこ〜妻とねこの話〜（田中光）
- 冷たい校舎の時は止まる（新川直司/辻村深月）
- 釣りキャバ日誌（魚乃目三太）
- Deep Love Again（原作：Yoshi、作画：久嘉めいら）※Deep Loveの続編、隔週日曜日更新
- 定額制夫の「こづかい万歳」〜月額2万千円の金欠ライフ〜（吉本浩二）
- 亭主元気でマゾがいい!（六反りょう）※2021年11月下旬毎日更新
- ディベーティアン（下吉田本郷）※2021年12月上旬毎日更新
- デーリィズ（めごちも）※2021年5月上旬毎日更新
- デガウザー（渡辺潤）※毎週水曜日更新
- テセウスの船（東元俊哉）※2020年8月下旬毎日更新
- Deadmeat Paradox（金田サト）
- デビルズライン（花田陵）※2020年9月下旬毎日更新
- デュアルマウンド（水森崇史）
- テル・セル（遊行寺たま）※毎日更新
- テロール教授の怪しい授業（原作：カルロ・ゼン、作画：石田点）※毎週金曜日更新
- 天才柳沢教授の生活（山下和美）※2020年10月下旬毎日更新
- 電人N（原案：田中空、原作：蔵石ユウ、漫画：イナベカズ）※毎週月曜日更新
- 転生したらスライムだった件（原作：伏瀬、漫画：川上泰樹）
  - 転スラ日記 転生したらスライムだった件（伏瀬/柴/みっつばー）
- 10DANCE（井上佐藤）※当初は毎週土曜日更新、再掲時は2022年3月上旬毎日更新
- てんてんてんかちゃん（大澄剛）※毎週土曜日更新
- 東京アリスgirly（稚野鳥子）※2022年1月上旬更新
- 東京サラダボウル -国際捜査事件簿-（黒丸）
- 東京伝説（原作：平山夢明、漫画：烏山英司）※同名小説のコミカライズ、隔週火曜日更新、『ネメシス』より移籍
- 東京ノラ（アリムラモハ）
- 童貞絶滅列島（川崎順平）
- 東独にいた（宮下暁）
- 特上カバチ!!-カバチタレ!2-（東風孝広/田島隆）※2020年12月下旬毎日更新
- どくヤン!（左近洋一郎）
- トシサン〜都市伝説特殊捜査本部第三課〜（木村大介）
- どすこい! すけひら（たむら純子、清智英）※毎日更新、最新刊の内容に追いついてしまったため、いったん終了
- 土地神と、村で一番若い嫁（あらをか青い）※毎日更新
- となりの布里さんがとにかくコワい。（紀ノ上晟一）
- 殿さまとスティッチ（和田洋人）
- 友達として大好き（ゆうち巳くみ）※2021年4月下旬毎日更新
- ドラゴンヘッド（望月峯太郎）※当初は毎週土曜日更新
- トロピカル侍（そにしけんじ）

### な行
- ナニワトモアレ（南勝久）※2021年1月下旬毎日更新
- 涙雨とセレナーデ（河内遙）※当初は毎週月曜日更新、再掲時は2022年2月上旬毎日更新
- ナメられたくないナメカワさん（阿東里枝）
- 奈落のふたり（五郎丸えみ）
- なんくる姉さん（原作：久米田康治、漫画：ヤス）※毎週月曜日更新、最新刊の内容に追いついてしまったため、いったん終了
- ニジとクロ（武梨えり）
- 27歳のニューガン・ダイアリー〜ボクの美紀ちゃんが乳がんになった話〜（矢方美紀/冬川智子）※隔週日曜日更新
- にこたま（渡辺ペコ）※毎週火曜日更新
- にこめっこ（赤堀君）※当初は毎週水曜日更新、2020年12月下旬毎日更新
- 西荻ヨンデノンデ（玉川重機）※毎週日曜日更新
- Ns'あおい（こしのりょう）※2020年9月下旬毎日更新
- 人間入門（石川聖）※隔週木曜日更新
- ネガティブハーレム愛ランド（はら九五）
- 猫が西向きゃ（漆原友紀）
- 猫を拾った話。（寺田亜太朗）
- 野田ともうします。（柘植文）※2021年4月上旬毎日更新
- のんのんばあとオレ（水木しげる）

### は行
- パーフェクトワールド（有賀リエ）※当初は毎週土曜日更新
- ハーン -草と鉄と羊-（瀬下猛）※2021年6月下旬毎日更新
- ハヴ・ア・グレイト・サンデー（オノ・ナツメ）※2021年12月上旬毎日更新
- バカレイドッグス（原作：矢樹純、作画：青木優、構成：津覇圭一、医療監修：茨木保）※2021年2月下旬毎日更新
  - バカレイドッグス Loser（原作：青木優、漫画：矢樹純、医療監修：茨木保）
- 爆音列島（高橋ツトム）※2022年2月下旬毎日更新
- ハコヅメ〜交番女子の逆襲〜（泰三子）
- はじめアルゴリズム（三原和人）※2021年8月下旬毎日更新
- バジリスク 〜甲賀忍法帖〜（原作：山田風太郎、漫画：せがわまさき）※毎週金曜日更新
- 走れ!川田くん〜駅伝マン〜（伊佐義勇）
- はたらく細胞（清水茜）※毎週日曜日更新、最新刊の内容に追いついてしまったため、いったん終了
  - はたらく細胞BLACK（漫画：初嘉屋一生、原作：原田重光、監修：清水茜）※当初は毎週木曜日更新、再掲時は2021年1月上旬毎日更新、2度目の再掲時は2021年1月上旬毎日更新
- 働くということ（原作：池田邦彦、作画：黒井千次）※毎週木曜日更新
- ハックス!（今井哲也）
- パティシエさんとお嬢さん（銀泥）
- バトルスタディーズ（なきぼくろ）※2020年8月上旬毎日更新
- Back Street Girls（ジャスミン・ギュ）※毎日更新、最新刊の内容に追いついてしまったため、いったん終了
- 発症区（いとまん）※2021年11月上旬毎日更新
- バドラッシュ（塩沢かつま）
- 花井沢町公民館便り（ヤマシタトモコ）※2021年12月下旬毎日更新
- 花園君と数さんの不可解な放課後（胡原おみ）※当初は毎週金曜日更新、1度目の再掲載時は2020年12月下旬毎日更新、2度目の再掲載時は2021年5月上旬毎日更新
- 花野井くんと恋の病（森野萌）
- 花松と5人の女（佐藤啓）※短期集中更新、毎週木曜日更新
- はねバド!（濱田浩輔）※当初は毎週金曜日更新、再掲載時は2020年11月上旬毎日更新
- バビロン（瀧下信英/野﨑まど）※隔週月曜日更新
- パリピ孔明（四葉夕卜/小川亮）※『週刊ヤングマガジン』に移籍
- はるか17（山崎さやか）※2021年8月下旬毎日更新
- パルノグラフィティ（板垣巴留）※毎週木曜日更新
- 春の呪い（小西明日翔）
- ハレ婚。（NON）※2020年6月下旬毎日更新
- ハロー、メランコリック!（大沢やよい）※毎日更新
- 伴走者（浅生鴨/斉藤羽凧）※毎週火曜日更新
- パンとメランコリー（コモンオム）
- ピアノの森（一色まこと）
- ヒーローさんと元女幹部さん（そめちめ）※毎日更新
- 光の王国（菅原雅雪）
- 彼岸島（松本光司）※2020年3月毎日更新
  - 彼岸島 48日後…（松本光司）※彼岸島シリーズの続編、2021年2月上旬毎日更新
  - 彼、岸島（原作：松本光司、漫画：佐世保太郎）※『彼岸島』のスピンオフ作品、ヤンマガWebとの並行連載
- 被虐男子 藤咲くん（若槻ヒカル）※当初は隔週月曜日更新、再掲載時は2020年11月下旬毎日更新
- ヒストリエ（岩明均）※2021年4月下旬毎日更新
- 左手のための二重奏（松岡健太）
- ピックアップ（原作：真鍋昌平、漫画：福田博一）
- ビッグシックス（若生わこ、川）
- 羊の木（原作：山上たつひこ、漫画：いがらしみきお）※毎週月曜日更新
- 美魔女の綾乃さん（相原瑛人）※2021年10月下旬毎日更新
- 秘密戦隊ゴレンジャー（石ノ森章太郎）※毎週土曜日更新
- 秘密のチャイハロ（鈴木おさむ/桜倉メグ）
- ヒヤマケンタロウの妊娠（坂井恵理）※毎週金曜日更新
- HUMINT（マツリ）※毎週土曜日更新、最新刊の内容に追いついてしまったため、いったん終了
- ヴァンパイア男子寮（遠山えま）※毎日更新
- Vくんと私〜彼氏からデートDVを受けていた4年間〜（彩野たまこ）※隔週土曜日更新
- プ〜ねこ（北道正幸）※毎日更新
- 蕗ノ下さんは背が小さい（依澄れい）
- 不器用くんと片想いのうた（中村はな）※2022年1月上旬更新
- ブクロキックス（松木いっか）
- 不思議な少年（山下和美）※当初は毎週金曜日更新、再掲載時は2020年11月下旬毎日更新
- 不死身の特攻兵 生キトシ生ケル者タチヘ（原作：鴻上尚史、作画：東直輝）※同名小説のコミカライズ、『週刊ヤングマガジン』より移籍、毎週火曜日更新
- 舞台に咲け!（春園ショウ）
- ふたりエスケープ（田口囁一）
- ふたりぐらし（丘邑やち代）※2021年11月上旬毎日更新
- フラウ・ファウスト（ヤマザキコレ）※当初は毎週月曜日更新、再掲時は2021年9月上旬毎日更新
- フラジャイル（恵三朗/草水敏）※2022年2月下旬毎日更新
- ＋αの立ち位置（月煮ゆう）
- ブラックガルド（花田陵）
- プラネテス（幸村誠）
- ブルーストライカー（原作：柴田ヨクサル、作画：沢真）※隔週月曜日更新
- BLAME!（弐瓶勉）※毎日更新
- へうげもの（山田芳裕）※2020年7月下旬毎日更新
- ペーパーホラーショー（山岸汰誠）※毎週日曜日更新
- ヘカトンケイル（城山好孝）※隔週日曜日更新
- ベストエイト（ヨンチャン）※毎週月曜日更新
- 偏差値10の俺がい世界で知恵の勇者になれたワケ（ロリバス/紺乃ユウキ）
- 変ゼミ（TAGRO）※当初は毎週水曜日更新、再掲時には2020年9月上旬毎日更新
- 放課後スイッチ（井上とさず）※毎週土曜日更新
- 放課後ストレイシープ（タケオキュージュウ）※隔週土曜日更新
- 放課後は喫茶店で（あずさきな）
- 望郷太郎（山田芳裕）
- ボーイズラブ藪の中概論（横嶋じゃのめ）
- ボーイズ・ラン・ザ・ライオット（学慶人）
- ポーション頼みで生き延びます!（原作：FUNA、キャラクター原案：すきま、漫画：九重ヒビキ）
- ホームルーム（千代）※当初は毎週木曜日更新、再掲時は2020年4月毎日更新
- 僕たちのリアリティショー（ふみふみこ）
- 僕たちがやりました（原作：金城宗幸、漫画：荒木光）※当初は2020年5月下旬毎日更新、2020年9月以降は毎週金曜日更新
- 僕と君の大切な話（ろびこ）
- 僕はビートルズ（かわぐちかいじ/藤井哲夫）※2021年2月上旬毎日更新
- ボクラノキセキ（久米田夏緒）※毎日更新
- ぼくらのよあけ（今井哲也）
- Hop Step Sing!（講談社、小玉励、明日部結衣）
- 褒めるひと 褒められるひと（たけだのぞむ）※2022年1月上旬更新
- ホンノウスイッチ（KUJIRA）※毎日更新

### ま行
- MARS（惣領冬実）
- マーダーボール（漫画：肥谷圭介、監修：日本ウィルチェア―ラグビー連盟）※隔週日曜日更新
- マイホームヒーロー（原作：山川直輝、漫画：朝基まさし）※2020年4月毎日更新
- 魔王様は結婚したい（諏訪符馬）
- 政宗くんのリベンジ（竹岡葉月/Tiv）※毎日更新
- まじめな会社員（冬野梅子）
- 魔女っ娘つくねちゃん（まがりひろあき）※2021年11月下旬毎日更新
- 魔女と野獣（佐竹幸典）※毎週土曜日更新
- マテリアル・パズル（土塚理弘）※毎日更新
- 松井さんはスーパー・ルーキー（詠里）
- 魔法少女になれません。（新井春巻）※毎週水曜日更新
- 魔法使いの猫（喜久田ゆい）※毎日更新
- 魔法使い黎明期（タツヲ/虎走かける/いわさき）
- 魔力0で最強の大賢者 〜それは魔法ではない、物理だ!〜（空地大乃/色意しのぶ/ぎん太郎）
- まんが世界の偉人と泥酔（かやまゆう）
- MANGA Day to Day（講談社編）
- マンガでわかる シンプルで正しいお金の増やし方（山崎元/飛永宏之）
- マンガ 投資のことはなにもわかりませんが、素人でも株でお金持ちになる方法を教えてください（橘玲/北野希織）
- マンガ 一晩でわかる中学数学（端野洋子）
- 満州アヘンスクワッド（原作：門馬司、漫画：鹿子）※毎木曜日更新、『週刊ヤングマガジン』に移籍
- 未確認で進行形（荒井チェリー）※当初は月曜日更新、毎日更新
- みかこさん（今日マチ子）※毎日更新
- 未完成サイコロトニクス（高山しのぶ）※毎日更新
- 水溜まりに浮かぶ島（三部けい）
- 御手洗家、炎上する（藤沢もやし）※毎週金曜日更新、最新刊の内容に追いついてしまったため、いったん終了
- 淫らな青ちゃんは勉強ができない（カワハラ恋）
- 道草寄子の食べ走り（風光めいび）
- ミツナリズム（鈴木コイチ）※2021年11月下旬毎日更新
- みなみけ（桜場コハル）※毎日更新
- みんなのうた（青野春秋）
- むか〜しむかしの 子供に読ませなくてもいいお話集（柘植文）※2022年1月上旬更新
- ムギのころ（片倉真二）※毎日更新
- むさしの新聞日記（春田りょう）※毎週金曜日更新
- 蟲籠奇譚（西塚em）※隔週金曜日更新
- むしろウツなので結婚かと（原案：城伊景季、漫画：菊池直恵）※当初は隔週日曜日更新、2019年3月以降は隔々週日曜日更新
- 無能の鷹（はんざき朝未）
- 娘の友達（萩原あさ美）※当初は毎週木曜日更新、再掲時は2021年3月上旬毎日更新
- 名門!第三野球部〜リスタート〜（原作：むつ利之、漫画：金木令）
- メタ子のワンダーランド（陽名ルタロウ）
- もう、しませんから。〜アフタヌーン激流編〜（西本英雄）※2021年12月上旬毎日更新
- モトカレマニア（瀧波ユカリ）※毎日更新
- もやしもん（石川雅之）※毎日更新
- モンスターバンケット（吉永龍太）※月1更新、『ネメシス』より移籍

### や行
- ヤオチノ乱（泉仁優一）※隔週土曜日更新
- 山手線で心肺停止! アラフィフ医療ライターが伝える予兆から社会復帰までのすべて（コミック版）（上野りゅうじん）
- ユウタイノヴァ（押見修造）※2021年12月下旬毎日更新
- 幽霊彼氏（おぐりイコ）※隔週月曜日更新
- 雪女と蟹を食う（Gino0808）
- ゆるっとハンター☆ワンタンちゃん（中山敦支）※隔週土曜日更新
- よく宗教勧誘に来る人の家に生まれた子の話（モノクロ版）（いしいさや）※毎週火曜日更新
- よく宗教勧誘に来る人の家に生まれた子の話（フルカラー版）（いしいさや）※毎週水曜日更新
- よくわからないけれど異世界に転生していたようです（内々けやき/あし/カオミン）
- ヨリシロトランク（原作：鬼頭莫宏、漫画：カエデミノル）
- よりみちエール（敦森蘭）
- 夜の下で待ち合わせ（三次マキ）
- 夜露死苦ミカエル!!（ばったん）※短期集中更新、毎週木曜日更新

### ら行
- 来世は他人がいい（小西明日翔）
- ライドンキング（馬場康誌）
- ラストオーダー（原作：浜松春日、漫画：松葉サトル、キャラクターデザイン：カズナリ）
- ラストジェンダー 〜何者でもない私たち〜（多喜れい）※『イブニング』より移籍
- ラブスコア（LEN[A‐7]）
- ラブゼミ 〜上野教授の恋愛講義〜（上野/高倉みどり）
- ランド（山下和美）※2021年5月上旬毎日更新
- リウーを待ちながら（朱戸アオ）※毎週水曜日更新
- りこさんブッチギリです!（大田均）
- リトル・ブル（Cボ/佐藤駿光）
- リネンの春（谷ま乃ゆり）※隔週日曜日更新
- リビングの松永さん（岩下慶子）※2021年3月上旬毎日更新
- 臨死!!江古田ちゃん（瀧波ユカリ）※毎日更新
- 臨終の要塞（吉田薫）※毎週火曜日更新
- LIMBO THE KING（田中相）※2018年7月以前は再掲作品。2018年8月で最新話無料形式に、2018年9月以降は月1更新（毎月第2土曜日）として『ITAN』より完全移籍
- るなしい（意志強ナツ子）
- レイジング・ヘル（荒木光）
- 令和はなまる学園（ことぶき）※隔週水曜日更新
- レッドカード（市川マサ）※当初は毎週金曜日更新、2020年3月19日以降は毎週木曜日更新
- レベル1だけどユニークスキルで最強です（真綿/三木なずな/すばち）
- 錬金ブライカン（宝依図） ※2021年9月上旬毎日更新
- 連載を打ち切られた実家暮らしアラサー漫画家の親が病で倒れるとこうなる（キダニエル）※毎週木曜日更新
- レンタルなんもしない人（レンタルなんもしない人/プクプク）※毎週水曜日更新
- 老後に備えて異世界で8万枚の金貨を貯めます（モトエ恵介/FUNA/東西）
- 老猫ユキポンと漫画家父ちゃんのお仕事なし（東和広）
- ロボ・サピエンス前史（島田虎之介）※毎週水曜日更新
- ロボット刑事（石ノ森章太郎）※毎週水曜日更新
- ロンリーガールに逆らえない（樫風）

### わ行
- ワケあって社長令嬢に拾われました（灯）
- わたし、いい人やめました（カマンベール☆はる坊）※月曜日更新
- 私たちはどうかしている（安藤なつみ）
- 私に天使が舞い降りた!（椋木ななつ）※毎日更新
- 私の推しは悪役令嬢。（青乃下/いのり。/花ヶ田）※毎日更新
- わたしのお嫁くん（柴なつみ）
- 私の好きはかくせない。（三月薫）
- 私の町の千葉くんは。（おかもととかさ）
- 私の百合はお仕事です!（未幡）※毎日更新
- 四月一日さん家の（原作：「四月一日さん家の」製作委員会、漫画：となりける）※同名ドラマのコミカライズ、隔週土曜日更新
- 四月一日さん家の小噺（原作：「四月一日さん家の」製作委員会、プリンアラモード、本屋町、はち）※同名ドラマのコミカライズ、隔週土曜日更新
- 渡くんの××が崩壊寸前（鳴見なる）※毎週木曜日更新
- わるいおんなのこ（佐久間結衣）※毎週土曜日更新
- ワンオペJOKER（原作：宮川サトシ、作画：後藤慶介）
- ワンコそばにいる（路田行）※毎週金曜日更新

## 映像化作品

### アニメ化
| 作品                                              | 放送年 | アニメーション制作                           | 備考                                                                    |
| ------------------------------------------------- | ------ | -------------------------------------------- | ----------------------------------------------------------------------- |
| 中間管理録トネガワ                                | 2018年 | マッドハウス                                 | 『賭博黙示録カイジ』の登場人物の1人・利根川幸雄を主人公としたスピンオフ |
| パリピ孔明                                        | 2022年 | P.A.WORKS                                    |                                                                         |
| 夜廻り猫                                          | 2023年 | 小学館ミュージック&デジタル エンタテイメント | 著者Twitterでの掲載から商業化されたComicWalkerより移籍                  |
| てんぷる                                          | 2023年 | 月虹                                         |                                                                         |
| この世界は不完全すぎる                            | 2024年 | 100studio studioぱれっと                     |                                                                         |
| 中禅寺先生物怪講義録 先生が謎を解いてしまうから。 | 2025年 | 100studio                                    |                                                                         |
| 笑顔のたえない職場です。                          | 2025年 | Voil                                         |                                                                         |
| 矢野くんの普通の日々                              | 2025年 | 亜細亜堂                                     |                                                                         |
| 忍者と極道                                        | 2025年 | スタジオディーン                             |                                                                         |
| 雨夜の月                                          | 未公表 | 未公表                                       |                                                                         |

### テレビドラマ化
| 作品                                   | 放送年 | 制作                    | 備考                       |
| -------------------------------------- | ------ | ----------------------- | -------------------------- |
| ホームルーム                           | 2020年 | ロボット                |                            |
| 雪女と蟹を食う                         | 2022年 | テレビ東京 DASH         | 週刊ヤングマガジンから移籍 |
| 新・信長公記〜クラスメイトは戦国武将〜 | 2022年 | 読売テレビ              | 週刊ヤングマガジンから移籍 |
| 親愛なる僕へ殺意をこめて               | 2022年 | フジテレビ              | 週刊ヤングマガジンから移籍 |
| アカイリンゴ                           | 2023年 | 泉放送制作              |                            |
| 波うららかに、めおと日和               | 2025年 | フジテレビ FILM（協力） |                            |
| ひとりでしにたい                       | 2025年 | NHK                     | 月刊モーニングtwoから移籍  |

### 実写映画化
| 作品                 | 公開年 | 監督     | 配給 | 備考 |
| -------------------- | ------ | -------- | ---- | ---- |
| 矢野くんの普通の日々 | 2024年 | 新城毅彦 | 松竹 |      |